# Sjöbo
Sjöbo – miejscowość (tätort) w południowej Szwecji, w regionie administracyjnym (län) Skania. Siedziba władz (centralort) gminy Sjöbo.
W 2015 roku Sjöbo liczyło 7910 mieszkańców.

## Położenie
Położona w południowo-wschodniej części prowincji historycznej (landskap) Skania, ok. 25 km na północ od Ystad.

## Demografia
Liczba ludności tätortu Sjöbo w latach 1960–2015:

## Atrakcje turystyczne
W Sjöbo w trzeci piątek lipca odbywa się od roku 1864 doroczny jarmark letni (Sjöbo sommarmarknad), jedna z głównych atrakcji miejscowości, z dużą liczbą odwiedzających.